# No Man's Land (film 1984)
No Man's Land è un film per la televisione del 1984 diretto da Rod Holcomb.
È un film western statunitense con Marc Alaimo, Wil Albert e Frank Bonner. È incentrato sulle vicende di una vedova di uno sceriffo che riprende la funzione del marito con l'aiuto delle tre figlie. Originariamente venne trasmesso come pilota di una serie televisiva poi non prodotta.

## Produzione
Il film, diretto da Rod Holcomb su una sceneggiatura di Juanita Bartlett, fu prodotto dallo stesso Holcomb e da Christopher Nelson per la Warner Brothers Television tramite la JADDA Productions e girato nel Paramount Ranch ad Agoura in California.

## Distribuzione
Il film fu trasmesso negli Stati Uniti il 27 maggio 1984 sulla rete televisiva NBC. È stato distribuito anche in Spagna con il titolo Tierra sin hombres.